# Wikipédia en féroïen
Wikipédia en féroïen (en féroïen : Føroysk Wikipedia) est l'édition de Wikipédia en féroïen, langue germanique appartenant aux langues scandinaves occidentales, parlé dans les îles Féroé et par les Féroïens installés au Danemark. L'édition est lancée officiellement en janvier 2004, mais dans les faits en mai 2004. Son code est : fo.
Au 20 mars 2025, l'édition en féroïen contient 14 150 articles et compte 32 030 contributeurs, dont 39 contributeurs actifs et 3 administrateurs.

## Présentation

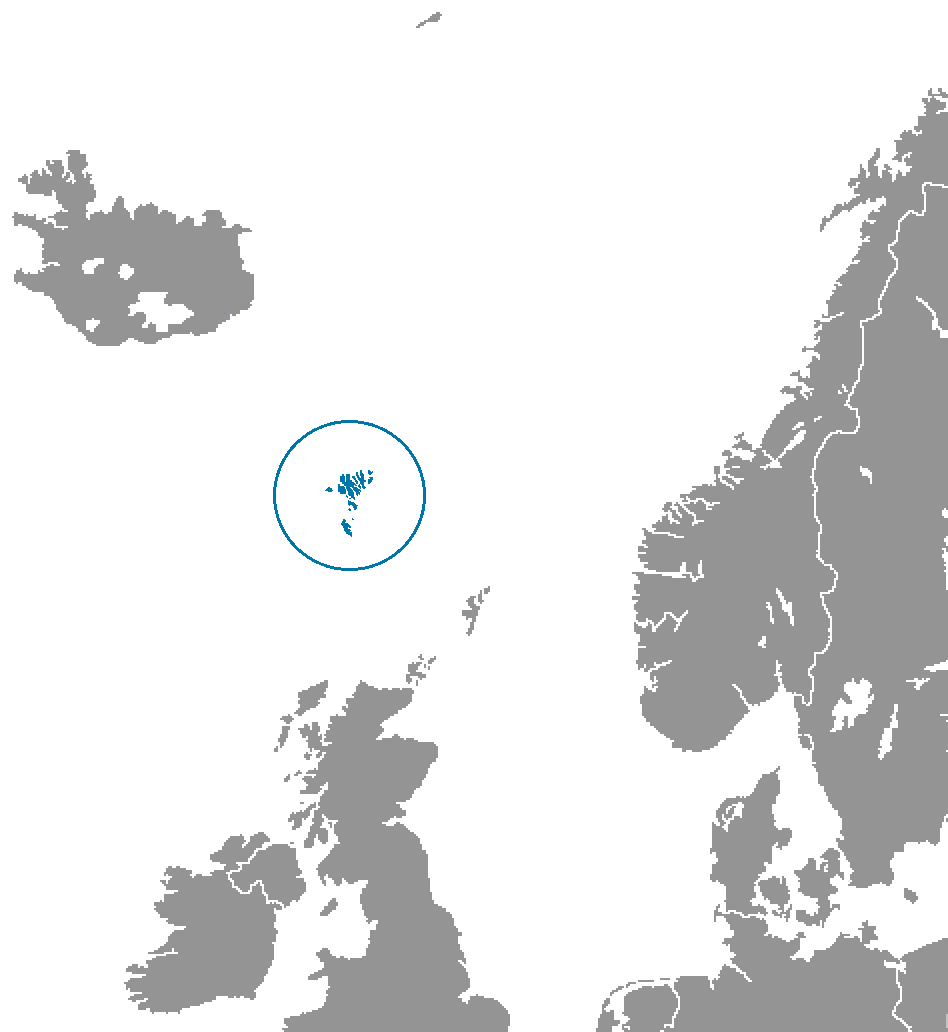
Aire de diffusion du féroïen.

## Statistiques
- Le 5 mars 2015, l'édition en féroïen compte 11 039 articles et 11 952 utilisateurs enregistrés[3], ce qui en fait la 123e[4] édition linguistique de Wikipédia par le nombre d'articles et la 130e[5] par le nombre d'utilisateurs enregistrés, parmi les 287 éditions linguistiques actives.
- Le 28 septembre 2022, elle contient 13 802 articles et compte 27 158 contributeurs, dont 50 contributeurs actifs et 3 administrateurs.
- Le 2 septembre 2024, elle contient 14 115 articles et compte 31 035 contributeurs, dont 54 contributeurs actifs et 3 administrateurs.